# 野外洗濯セット2型

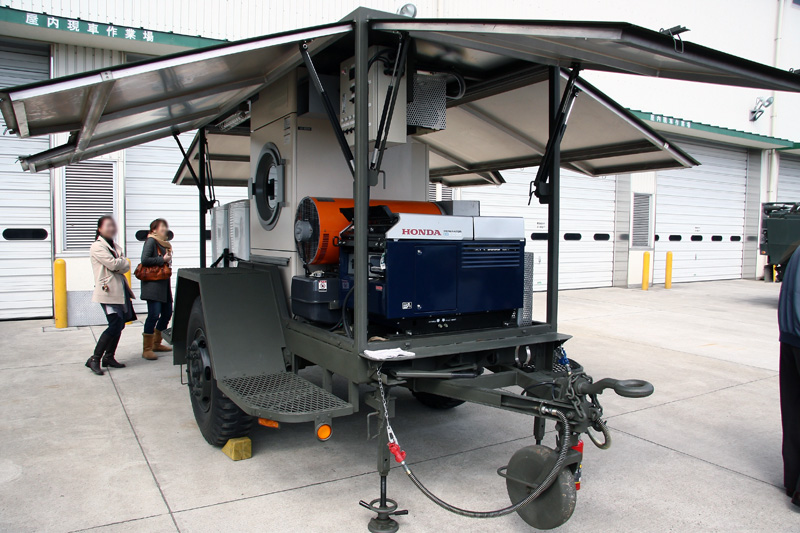
パネルを開けた状態の野外洗濯セット2型

野外洗濯セット2型（やがいせんたくセットにがた）は、陸上自衛隊の需品科に装備されている需品装備。野外洗濯セットの後継器で、1997年度（平成9年度）に調達が開始され、翌1998年度（平成10年度）より納入が開始された。主に後方支援連隊補給隊などに配備されている。

## 特徴
先代の不備な点を踏まえ、さらに洗練化させ処理能力を向上させている。
構成としては、洗濯機、乾燥機、揚水ポンプ、発電機が1tトレーラ上に搭載され、その他の作業用機材はトレーラを牽引する3 1/2tトラックの後部に積載される。
トレーラの形状はボックス型になっており、作業をする際には側面パネルが開いてこれが屋根代わりになる。

## 諸元・性能
- トレーラ搭載機材
  - 全自動洗濯機 （作業服約40着/時洗濯可） - 民生品
  - 乾燥機 （作業服約40着/時乾燥可）- 民生品
  - 揚水ポンプ
  - 発電機 - 民生品[注釈 1]を使用する場合もある。
- 業務用天幕一般用
- 貯水タンク10,000L（ビニール折りたたみ式）
- 付属品
  - 作業台
  - 洗濯かご
  - すのこ
  - シート

## 製作
- 伸誠商事
- 文化精工